# Tripyla punctata
Tripyla punctata är en rundmaskart. Tripyla punctata ingår i släktet Tripyla och familjen Tripylidae. Inga underarter finns listade i Catalogue of Life.